# Liparis layardii
Liparis layardii är en orkidéart som beskrevs av Ferdinand von Mueller. Liparis layardii ingår i släktet gulyxnen, och familjen orkidéer.

## Underarter
Arten delas in i följande underarter:
- L. l. layardii
- L. l. santoensis